# Micaria pallens
Micaria pallens är en spindelart som beskrevs av Denis 1958. Micaria pallens ingår i släktet Micaria och familjen plattbuksspindlar.
Artens utbredningsområde är Afghanistan. Inga underarter finns listade i Catalogue of Life.